# Thomas Corwin Mendenhall
- Este artigo foi inicialmente traduzido, total ou parcialmente, do artigo da Wikipédia em inglês cujo título é «Thomas Corwin Mendenhall», especificamente desta versão.

Thomas Corwin Mendenhall (Hanoverton, 4 de outubro de 1841 — Ravenna (Ohio), 23 de março de 1924) foi um físico e meteorologista estadunidense.

## Obituário
- Science, 11 de julho de 1924

## Publicações sobre Mendenhall
- Alexander, W. H. (1926). «Report of the thirtysixth annual meeting of the Ohio Academy of Science» (PDF). Ohio Journal of Science. 26 (4): 185–186
- [Anon.] (2001) "Mendenhall, Thomas Corwin", Encyclopaedia Britannica, Deluxe CDROM edition
- Carey, C. W. (1999) "Mendenhall, Thomas Corwin", American National Biography, Oxford University Press, 15: 297-298, ISBN 0-19-520635-5
- Crew, H. (1934) "Thomas Corwin Mendenhall", Biographical Memoirs of the National Academy of Sciences, 16: 331-315
- Hebra, A. & Hebra, A. J. (2003) Measure for Measure: The Story of Imperial, Metric, and Other Units ISBN 0-8018-7072-0
- Joncich, G. (1966). «Scientists and the schools of the nineteenth century: The case of American physicists». American Quarterly (em inglês). 18(4): 667–685
- Mendenhall, T. C. (Jr.) (1989) American Scientist in Early Meiji Japan: The Autobiographical Notes of Thomas C. Mendenhall, ISBN 0-8248-1177-1
- Williams, C. B. (1975). «Mendenhall's Studies of Word-Length Distribution in the Works of Shakespeare and Bacon». Biometrika. 62 (1): 207–212. doi:10.1093/biomet/62.1.207 (subscrição requerida)